# James Joseph
James Joseph (nascido em 11 de maio de 1957) é um ex-ciclista olímpico guianês. Representou sua nação em duas edições dos Jogos Olímpicos: Moscou 1980 e Los Angeles 1984.